# Treubia lacunosoides
Treubia lacunosoides là một loài rêu trong họ Treubiaceae. Loài này được T. Pfeiff., W. Frey & M. Stech mô tả khoa học đầu tiên năm 2002.